# Nicolas Mathieu
Nicolas Mathieu (n. 2 iunie 1978, Épinal, Lorraine⁠(d), Franța) este un scriitor francez și câștigătorul Premiului Goncourt 2018. 

## Biografie
Nicolas Mathieu provine din Golbey, un sat la nord de Epinal, în departamentul Vosges. A studiat sociologia la Universitatea din Metz. Acolo a absolvit o teză despre Terrence Malick cu Jean-Marc Leveratto. A publicat primul său roman, în 2014, Aux Animaux la guerre. Romanul a fost adaptat, în 2018, pentru un serial de televiziune, din șase părți, pe France 3. A urmat, în 2018, romanul, Leurs enfants après eux, care a primit Prix Goncourt.

## Premii
- 2014: Prix Erckmann-Chatrian pentru Aux animaux la guerre [10]
- 2015: Prix Mystère de la critique pentru Aux animaux la guerre [11]
- 2018: Prix Goncourt pentru Leurs enfants après eux

## Opere
- Aux animaux la guerre, Actes Sud, col. "Actes noirs", Arles 2014, ISBN 978-2-330-03037-7
- Leurs enfants après eux, Actes Sud, Arles 2018, ISBN 978-2-330-10871-7